# اندرو اسکات
اندرو اسکات (به انگلیسی: Androw Scott؛ زادهٔ ۱۹۷۵ یا ۱۹۷۶) بازیگر ایرلندی است. او نقش جیمز موریارتی را در مجموعهٔ شرلوک (۲۰۱۰–۲۰۱۷) بازی کرده که جایزه تلویزیونی بفتا برای نقش مکمل مرد را برای او در پی داشت. او همچنین در فیلم‌هایی از جمله غرور (۲۰۱۴)، اسپکتر (۲۰۱۵) و ۱۹۱۷ (۲۰۱۹) نیز بازی کرده است و برای درام عاشقانهٔ همه ما غریبه‌ها (۲۰۲۳) نامزد جایزه گلدن گلوب بهترین بازیگر مرد – فیلم درام شد. اسکات در سال ۲۰۲۴ برای مجموعهٔ مهیج ریپلی نامزد جوایز امی ساعات پربیننده و گلدن گلوب شد.

## اوایل زندگی و تحصیلات
اندرو در دابلین پایتخت ایرلند زاده شد. پدرش، جیم اسکات، در یک آژانس استخدام کار می‌کرد و مادرش، نورا، یک معلم هنر بود. اندرو یک خواهر بزرگ‌تر به نام سارا و یک خواهر کوچکتر به نام هانا دارد، سارا مربی ورزش است.
اندرو اسکات به کالج گونزیج که یک مدرسهٔ غیردولتی کاتولیک برای پسران در جنوب دابلین هست رفت. او در هفده سالگی برای ایفای نقش در فیلم «کره» (به انگلیسی: کره (کشور))انتخاب شد. اندرو اسکات برندهٔ مقدار پولی برای رفتن به مدرسهٔ هنر شد ولی خواندن درام در کالج ترینیتی را انتخاب کرد. اسکات مدتی برای روزنامه‌های مختلف لندن مقاله‌های در زمینه سینما می‌نوشت.

## حرفه
اسکات در فیلم تحسین شده نجات سرباز رایان به کارگردانی استیون اسپیلبرگ نقش کوتاهی داشت. سپس او با کارگردان تاتری به نام کارل رایژ در تئاتر گیت که در دابلین بود کار کرد که نام آن محصول سفر دراز روز در شب است.
در سال ۲۰۱۵ در جدیدترین قسمت مجموعه‌فیلم جیمز باند به نام اسپکتر بازی کرد. او نقش مکس دنبه که یکی از اعضای گروهی بود که قصد از بین بردن دو بخش از ام ای ۶ را داشتند. او در فیلم‌هایی مثل مکانی تاریک (فیلم)، شاه لیر، آلیس آن سوی آینه و … نیز ایفای نقش داشته است.
او همچنین به یک سازمان خیریه که کارش نظارت به کار بازیگران جوان و کمک به شروع شغل آنان بود کمک کرد.

## زندگی شخصی
اسکات نخستین بار در نوامبر ۲۰۱۳ در مصاحبه‌ای با ایندیپندنت به‌طور علنی در مورد همجنس‌گرایی خود صحبت کرد. او گفته: «خوشبختانه مردم، این روزها، همجنسگرا بودن را یک نقص نمی‌بینند؛ با اینکه او همجنسگرا بود اما هیچ فضیلتی هم مانند مهربانی نیست. البته این شخصیت من است و من نمی‌خواهم با آن تجارت کنم.» اسکات در سال ۲۰۲۳ گفت وقتی برای نخستین بار به عنوان بازیگر شروع به کار کرد، مردم او را تشویق کردند که تمایلات جنسی خود را آشکار نکند.
اسکات در پاسخ به این سؤال که چطور لهجه خود را برای نمایشنامه میراث، که در آن نقش یک دیپلمات شوروی را داشت، آماده کرد، گفت: «تعداد زیادی فیلم‌روسی که به زبان انگلیسی صحبت می‌کنند وجود ندارد، بنابراین من شروع به دیدن فیلم‌های ولادیمیر پوتین در یوتیوب کردم! اما پس از آن که پوتین، تابستان امسال قانون ضد همجنس‌گرایی را وضع کرد، بنابراین من به جای آن به فیلم‌های رودلف نوریف روی آوردم.»

## فیلم‌شناسی

### فیلم
| سال  | عنوان                      | نقش                       | یادداشت           |
| ---- | -------------------------- | ------------------------- | ----------------- |
| ۱۹۹۵ | Korea                      | Eamonn Doyle              |                   |
| ۱۹۹۷ | Drinking Crude             | Paul                      |                   |
| ۱۹۹۸ | نجات سرباز رایان           | Soldier on the Beach      |                   |
| ۱۹۹۸ | The Tale of Sweety Barrett | Danny                     |                   |
| ۲۰۰۰ | نورا                       | Michael Bodkin            |                   |
| ۲۰۰۱ | I Was the Cigarette Girl   | Tim                       | Short film        |
| ۲۰۰۳ | Dead Bodies                | Tommy McGann              |                   |
| ۲۰۰۹ | دوئل                       | Ivan Andreich Laevsky     |                   |
| ۲۰۱۰ | Chasing Cotards            | Hart Elliot-Hinwood       | Short film        |
| ۲۰۱۰ | Silent Things              | Jake                      | Short film        |
| ۲۰۱۲ | Sea Wall                   | Alex                      | Short film        |
| ۲۰۱۳ | Legacy                     | Viktor Koslov             |                   |
| ۲۰۱۳ | گوزن                       | Davin                     |                   |
| ۲۰۱۴ | لاک                        | Donal                     |                   |
| ۲۰۱۴ | غرور                       | Gethin Roberts            |                   |
| ۲۰۱۴ | تالار جیمی                 | Father Seamus             |                   |
| ۲۰۱۵ | اسپکتر                     | C (Max Denbigh)           |                   |
| ۲۰۱۵ | ویکتور فرانکنشتاین         | Inspector Roderick Turpin |                   |
| ۲۰۱۶ | آلیس در آن‌سوی آینه         | Addison Bennett           |                   |
| ۲۰۱۶ | Swallows and Amazons       | Lazlow                    |                   |
| ۲۰۱۶ | Denial                     | Anthony Julius            |                   |
| ۲۰۱۶ | این زیبای خارق‌العاده       | Vernon Kelly              |                   |
| ۲۰۱۶ | شیطان خوش‌تیپ               | Dan Sherry                |                   |
| ۲۰۱۷ | The Hope Rooms             | Sean                      | Short film        |
| ۲۰۱۷ | فصل بزهکاری                | Chris                     |                   |
| ۲۰۱۸ | یک مکان تاریک              | Donald Devlin             | AKA Steel Country |
| ۲۰۱۹ | Cognition                  | Elias                     | Short film        |
| ۲۰۱۹ | ۱۹۱۷                       | Lieutenant Leslie         |                   |
| ۲۰۲۲ | کاترین معروف به بردی       | لرد رولو                  |                   |
| ۲۰۲۳ | همه ما غریبه‌ها             | ادام                      |                   |
| ۲۰۲۵ | بازگشت به مبارزه           | بارون                     |                   |
| ۲۰۲۵ | ماه آبی                    | ریچارد راجرز              |                   |
| ۲۰۲۵ | بیدار شو مرد مرده          |                           |                   |
| ۲۰۲۵ | فشار                       | جیمز استگ                 |                   |

### تلویزیون
| سال          | عنوان                     | نقش                           | یادداشت                            |
| ------------ | ------------------------- | ----------------------------- | ---------------------------------- |
| ۱۹۹۵         | Budgie                    | Peter                         | Television film                    |
| ۱۹۹۸         | Miracle at Midnight       | Michael Grunbaum              | Television film                    |
| ۱۹۹۸         | The American              | Valentin de Bellegarde        | Television film                    |
| ۲۰۰۰         | Longitude                 | John Campbell                 | 4 episodes                         |
| ۲۰۰۱         | جوخه برادران              | Pvt. John "Cowboy" Hall       | Episode: "Day of Days"             |
| ۲۰۰۳         | Killing Hitler            | Sniper                        | Documentary film                   |
| ۲۰۰۴         | My Life in Film           | Jones                         | 6 episodes                         |
| ۲۰۰۵         | The Quatermass Experiment | Vernon                        | Television film                    |
| ۲۰۰۷         | Nuclear Secrets           | Andrei Sakarov                | Episode: "Superbomb"               |
| ۲۰۰۸         | جان آدامز                 | Col. William Smith            | 4 episodes                         |
| ۲۰۰۸         | Little White Lie          | Barry                         | Television film                    |
| ۲۰۱۰         | بازرس فویل                | James Devereaux               | Episode: "The Hide"                |
| ۲۰۱۰         | Lennon Naked              | Paul McCartney                | Television film                    |
| ۲۰۱۰‐۲۰۱۷    | شرلوک                     | James "Jim" Moriarty          | 8 episodes                         |
| ۲۰۱۰         | Garrow's Law              | Captain Jones                 | Episode: "Episode #2.2"            |
| ۲۰۱۱         | ساعت                      | Adam Le Ray                   | 2 episodes                         |
| ۲۰۱۲         | Blackout                  | Dalien Bevan                  | 3 episodes                         |
| ۲۰۱۲         | The Scapegoat             | Paul Spencer                  | Television film                    |
| ۲۰۱۲         | The Town                  | Mark Nicholas                 | 3 episodes                         |
| ۲۰۱۳         | Dates                     | Christian                     | Episode: "Jenny and Christian"     |
| ۲۰۱۶         | تاج توخالی                | King Louis                    | Episode: "Henry VI, Part 2"        |
| ۲۰۱۶         | Earth's Seasonal Secrets  | Narrator                      | 4 episodes                         |
| ۲۰۱۷         | Quacks                    | Charles Dickens               | Episode: "The Lady's Abscess"      |
| ۲۰۱۷–present | School of Roars           | Narrator                      | Voice role                         |
| ۲۰۱۷–۲۰۱۸    | Big Hero 6: The Series    | Obake (voice)                 | 11 episodes                        |
| ۲۰۱۸         | شاه لیر                   | Edgar                         | Television film                    |
| ۲۰۱۹         | فلیبگ                     | The Priest                    | 6 episodes                         |
| ۲۰۱۹         | آینه سیاه                 | Christopher Michael Gillhaney | Episode: "Smithereens"             |
| ۲۰۱۹         | عشق امروزی                | Tobin                         | Episode: "Hers Was a World of One" |
| ۲۰۱۹–۲۰۲۲    | نیروی اهریمنی‌اش           | Colonel John Parry / Jopari   | ۶ اپیزد                            |
| ۲۰۲۱         | در جستجوی عشق             | لرد مرلین                     | ۳ اپیزد                            |
| ۲۰۲۱         | اسلو                      | تریه رود لارشن                | فیلم تلویزیونی                     |
| ۲۰۲۴         | ریپلی                     | تام ریپلی                     | 8 episodes                         |